# Herpetium trilobatum
Herpetium trilobatum là một loài rêu tản trong họ Lepidoziaceae. Loài này được (L.) Nees miêu tả khoa học lần đầu tiên năm 1838.